# Бальцеркевич, Мария
Мария Бальцеркевич или Мария Бальцеркевичувна (пол. Maria Balcerkiewicz, Maria Balcerkiewiczówna; 21 декабря 1903 — 11 февраля 1975) — польская актриса театра, кино и радио, также директор театра и театральный рецензент.

## Биография
Мария Бальцеркевич родилась в Варшаве. Актёрское мастерство ей преподавал актёр и режиссёр Александер Зельверович. Дебютировала в театре в 1922 году. Актриса театров в Варшаве, выступала также в радиопередачах. В 1929–1931 годах вела собственный объездной театр. Во время Второй мировой войны она уехала из страны. Поселилась в Лондоне, работала переводчиком и много лет была театральным рецензентом еженедельника «Times Educational Supplement». Умерла в Лондоне, похоронена в Варшаве на кладбище Старые Повонзки.

## Избранная фильмография
- 1924 — О чём не говорят / O czem się nie mówi (Польша)
- 1925 — Вампиры Варшавы. Тайна такси № 1051 / Wampiry Warszawy (Польша)
- 1926 — Прокажённая / Trędowata (Польша)
- 1927 — Усмешка судьбы / Uśmiech losu (Польша)
- 1928 — Сегодняшние люди / Ludzie dzisiejsi (Польша)
- 1934 — Омертвелое эхо / Zamarłe echo (Польша)
- 1934 — Молодой лес / Młody las (Польша)
- 1935 — Мария Башкирцева / Marie Bashkirtseff (Австрия)
- 1935 — Её высочество танцует / Hoheit tanzt Walzer (Австрия)
- 1936 — Вечный вальс / Valse éternelle (Франция / Австрия / Чехословакия)
- 1936 — Август Сильный / August der Starke (Германии / Польша)